# Gleofil·lals
Els gleofil·lals (Gloeophyllales) són un ordre de bolets basidiomicots de la classe dels agaricomicets (Agaricomycetes).

## Ecologia forestal
La història evolutiva d'aquests bolets mostra que certes espècies han esdevingut agents de podriment bru de la fusta: diversos Gloeophyllales han desenvolupat amb els poliporals i els boletals, un mecanisme de despolimerització de la cel·lulosa, via la reacció de Fenton, produint radicals lliures hidroxils que poden extreure els àtoms d'hidrogen pertanyents a les connexions osídiques de la cel·lulosa.
Agents de degradació de la fusta, aquests bolets són temuts pels silvicultors perquè llur presència en parts mortes d'un arbre significa sempre la mort completa d'aquest en un termini més o menys breu (generalment alguns mesos a alguns anys després de llur aparició). Paral·lelament, són indicadors de gestió durable dels boscos. Constitueixen en efecte microhàbitats rics en biodiversitat i figuren entre els principals recicladors del carboni orgànic en els ecosistemes terrestres.

## Sistemàtica
L'ordre dels Gloeophyllales comporta la família de les Gloeophyllaceae i un gènere incertae sedis.

### Família delsGloeophyllaceae

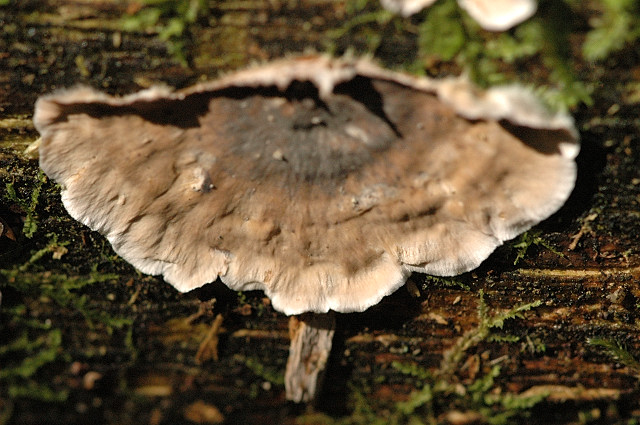
El gènere Veluticeps: Veluticeps abietina

- gènere Boreostereum
  - Boreostereum borbonicum
  - Boreostereum radiatum
  - Boreostereum sulphuratum
  - Boreostereum vibrans
- gènere Campylomyces
  - Campylomyces heimii
  - Campylomyces tabacinus
- gènere Gloeophyllum
  - 13 espècies
- gènere Mycobonia
  - Mycobonia flava
- gènere Mycothele
  - Mycothele disciformis
- gènere Veluticeps
  - 10 espècies

### Família no precisada
- gènere Pileodon
  - Pileodon megasporus
  - Pileodon philippinensis

## Llista de les famílies i gèneres
Segons Catalogue of Life:
- família Gloeophyllaceae
- família de les Gleophylalles incertae sedis

Segons NCBI:
- família de les Gloeophyllaceae
  - gènere Gloeophyllum
  - gènere Griseoporia
  - gènere Neolentinus
  - gènere Osmoporus
  - gènere Veluticeps